# Rosalind Howard
Rosalind Howard, contessa di Carlisle, nata Rosalind Frances Stanley (Londra, 20 febbraio 1845 – Londra, 12 agosto 1921), è stata una nobildonna e attivista inglese.

## Biografia

### Infanzia
Era l'ultimogenita di Edward Stanley, II barone di Alderley, e di sua moglie, Henrietta Maria Dillon-Lee. 

### Matrimonio

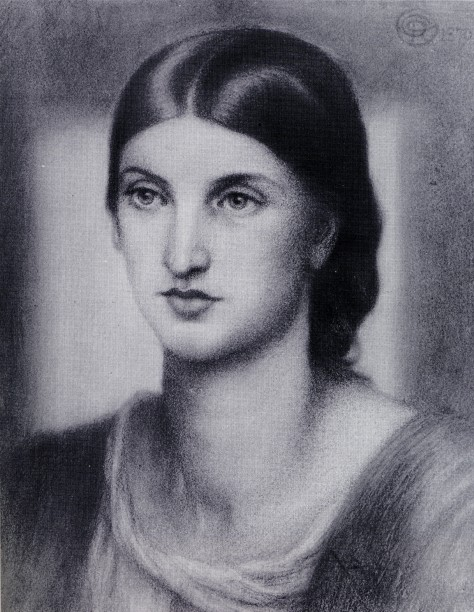
Ritratto di Rosalind Stanley, co tessa di Carlisle di Dante Gabriel Rossetti, 1870

Sposò, il 4 ottobre 1864, George Howard, figlio di Charles Howard. Ebbero undici figli.
Durante i primi tempi, Rosalind e George erano una coppia molto unita e romantica. George inondava Rosalind con lettere d'amore e ritratti, ma la coppia gradualmente si allontanò. 
A partire dal 1879, suo marito divenne un deputato liberale. Rosalind partecipò alle sue campagne elettorali e a quelle del suocero, ma si trattenne dal parlare pubblicamente, in quanto era considerato sconveniente per una donna. In contrasto con il marito, Rosalind criticò l'occupazione dell'Egitto da parte dell'esercito britannico sotto il governo di William Ewart Gladstone ed era una sostenitrice del voto alle donne.
Quando il Liberal Party si divise sulla questione irlandese, su influenza di Rosalind, George decise di schierarsi con suo cugino, il duca di Devonshire. A causa delle loro divergenze personali e politiche, lei e suo marito trascorse la maggior parte della loro vita coniugale separatio, con Rosalind che preferiva rimanere nelle loro case di campagna, Castle Howard e Naworth Castle.

### Ultimi anni e morte
Nel 1911 suo marito morì. Rosalind morì il 12 agosto 1921 nella sua casa di Kensington Palace Gardens. Le sue ceneri furono sepolte a fianco del marito a Lanercost Priory il 18 agosto.

## Discendenza
Lady Rosalind Stanley e George Howard, IX conte di Carlisle ebbero undici figli:
- Lady Mary Henrietta (1865-2 settembre 1956), sposò Gilbert Murray, ebbero tre figli;
- Charles Howard, X conte di Carlisle (8 marzo 1867-20 gennaio 1912);
- Lady Cecilia Maude (1868-6 maggio 1947), sposò Charles Henry Roberts, ebbero una figlia;
- Lord Hubert George Lyulph (3 aprile 1871-1898);
- Lord Christopher Edward (2 giugno 1873-1º settembre 1896);
- Lord Oliver (14 marzo 1875-20 settembre 1908), sposò Muriel Mary Temple Stephenson, ebbero due figli;
- Lord Geoffrey William Algernon (12 febbraio 1877-20 giugno 1935), sposò Ethel Christian Methuen, ebbero cinque figli;
- Lord Michael Francis Stafford (23 gennaio 1880-9 ottobre 1917), sposò Nora Hensman, ebbero due figli;
- Lady Dorothy Georgiana (1881-14 settembre 1968), sposò Francis Eden, VI barone di Chardstock, ebbero cinque figli;
- Elizabeth Dacre (nata e morta nel 1883);
- Lady Aurea Fredeswide (1884-?), sposò in prime nozze Denyss Chamberlaine Wace e in seconde nozze Thomas MacLeod.

## Ascendenza
|                                       |                                     |                                          | Genitori                              |  |  | Nonni |  |  | Bisnonni                          |  |  | Trisnonni                   |  |
|                                       |                                     |                                          |                                       |  |  |       |  |  | John Thomas Stanley, VI baronetto |  |  | Edward Stanley, V baronetto |  |
|                                       |                                     |                                          |                                       |  |  |       |  |  | John Thomas Stanley, VI baronetto |  |  | Edward Stanley, V baronetto |  |
|                                       |                                     | Mary Ward                                |                                       |  |  |       |  |  | John Thomas Stanley, VI baronetto |  |  |                             |  |
| John Stanley, I barone di Alderley    |                                     |                                          |                                       |  |  |       |  |  | John Thomas Stanley, VI baronetto |  |  |                             |  |
|                                       |                                     | Margaret Owen                            | Hugh Owen                             |  |  |       |  |  |                                   |  |  |                             |  |
|                                       |                                     | Margaret Owen                            | Hugh Owen                             |  |  |       |  |  |                                   |  |  |                             |  |
|                                       |                                     | Margaret Owen                            | Margaret Bold                         |  |  |       |  |  |                                   |  |  |                             |  |
| Edward Stanley, II barone di Alderley |                                     | Margaret Owen                            |                                       |  |  |       |  |  |                                   |  |  |                             |  |
|                                       |                                     | John Baker Holroyd, I conte di Sheffield | Isaac Holroyd                         |  |  |       |  |  |                                   |  |  |                             |  |
|                                       |                                     | John Baker Holroyd, I conte di Sheffield | Isaac Holroyd                         |  |  |       |  |  |                                   |  |  |                             |  |
|                                       |                                     | John Baker Holroyd, I conte di Sheffield | Dorothy Baker                         |  |  |       |  |  |                                   |  |  |                             |  |
| Maria Holroyd                         |                                     | John Baker Holroyd, I conte di Sheffield |                                       |  |  |       |  |  |                                   |  |  |                             |  |
|                                       |                                     | Abigail Way                              | Lewis Way                             |  |  |       |  |  |                                   |  |  |                             |  |
|                                       |                                     | Abigail Way                              | Lewis Way                             |  |  |       |  |  |                                   |  |  |                             |  |
|                                       |                                     | Abigail Way                              | Abigail Lockey                        |  |  |       |  |  |                                   |  |  |                             |  |
| Rosalind Stanley                      |                                     | Abigail Way                              |                                       |  |  |       |  |  |                                   |  |  |                             |  |
|                                       | Charles Dillon, XII visconte Dillon | Henry Dillon, XI visconte Dillon         |                                       |  |  |       |  |  |                                   |  |  |                             |  |
|                                       | Charles Dillon, XII visconte Dillon | Henry Dillon, XI visconte Dillon         |                                       |  |  |       |  |  |                                   |  |  |                             |  |
|                                       | Charles Dillon, XII visconte Dillon | Charlotte Lee                            |                                       |  |  |       |  |  |                                   |  |  |                             |  |
| Henry Dillon, XIII visconte Dillon    | Charles Dillon, XII visconte Dillon |                                          |                                       |  |  |       |  |  |                                   |  |  |                             |  |
|                                       |                                     | Henrietta Maria Phipps                   | Constantine Phipps, I barone Mulgrave |  |  |       |  |  |                                   |  |  |                             |  |
|                                       |                                     | Henrietta Maria Phipps                   | Constantine Phipps, I barone Mulgrave |  |  |       |  |  |                                   |  |  |                             |  |
|                                       |                                     | Henrietta Maria Phipps                   | Lepell Hervey                         |  |  |       |  |  |                                   |  |  |                             |  |
| Henrietta Maria Dillon-Lee            |                                     | Henrietta Maria Phipps                   |                                       |  |  |       |  |  |                                   |  |  |                             |  |
|                                       |                                     | Dominick Geoffrey Browne                 | Dominick Browne                       |  |  |       |  |  |                                   |  |  |                             |  |
|                                       |                                     | Dominick Geoffrey Browne                 | Dominick Browne                       |  |  |       |  |  |                                   |  |  |                             |  |
|                                       |                                     | Dominick Geoffrey Browne                 | Harriet Lynch                         |  |  |       |  |  |                                   |  |  |                             |  |
| Henrietta Browne                      |                                     | Dominick Geoffrey Browne                 |                                       |  |  |       |  |  |                                   |  |  |                             |  |
|                                       |                                     | Margaret Browne                          | George Browne                         |  |  |       |  |  |                                   |  |  |                             |  |
|                                       |                                     | Margaret Browne                          | George Browne                         |  |  |       |  |  |                                   |  |  |                             |  |
|                                       |                                     | Margaret Browne                          | Dorcas Moore                          |  |  |       |  |  |                                   |  |  |                             |  |
|                                       |                                     | Margaret Browne                          |                                       |  |  |       |  |  |                                   |  |  |                             |  |